# Богданов Микола Олексійович
Микола Олексійович Богданов (нар. 3 січня 1838, Санкт-Петербург — пом. близько 1920 року, Київ) — український співак (баритон) і музично-громадський діяч.

## Життєпис
Народився 22 грудня 1837 [3 січня 1838] року у місті Санкт-Петербурзі (тепер Росія). 1861 року закінчив Імператорський університет Святого Володимира у Києві. Був одним із фундаторів Київського відділення Російського музичного товариства. У 1858—1861 роках постійно виступав у концертах Російського музичного товариства і філармонічного товариства Київського університету.
Впродовж 1863—1869 років — соліст, з 1872 року — секретар, у 1912—1918 роках — голова дирекції Київського відділення Російського музичного товариства. Помер у Києві близько 1920 року.

## Творчість

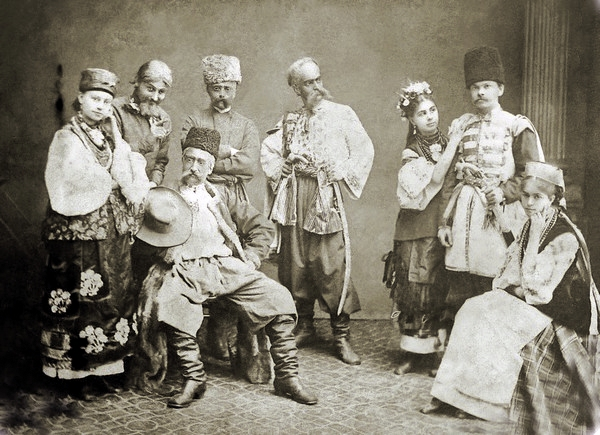
Перші виконавці опери «Різдвяна ніч». Стоять: Солоха (Липська), Дяк (Матвіїв), Чуб (Новицький), Пацюк (Станіслав Габель), Оксана (Лисенко), Вакула (О. Русов). Сидять: Голова (Богданів), Одарка (Булах). Київ, 1873

У репертуарі співака були українські народні пісні («Ой джиґуне, джиґуне», «Дощик», «Спать мені не хочеться», «Зелена ліщинонька»), твори Миколи Лисенка (перший виконавець у 1870 році «Музики до „Кобзаря“ Тараса Шевченка»), російських (Петро Чайковський, Олександр Даргомижський, Михайло Глінка) та зарубіжних (Йозеф Гайдн, Людвіг ван Бетховен) композиторів. У 1867 році виконав роль Миколи у п'єсі «Наталка Полтавка» Івана Котляревського.
На оперній сцені виконав партії:
- Микола («Наталка Полтавка» Миколи Лисенка);
- Руслан («Руслан і Людмила» Михайла Глінки).

Автор праці «Очерк деятельности Киевского отделения Императорского Русского музыкального общества и учрежденного при нем музыкального училища со времени их основания (1863—1888)», Київ, 1888.